# Хенри Таубе
 Хенри Таубе (на английски: Henry Taube) е канадско-американски химик.
Лауреат е на Нобелова награда за химия от 1983 г. за работата си по механизмите на реакциите на електронен пренос, особено в метални комплекси. Носител  е и на множество други научни награди и почетни титли.
Изследванията му са съсредоточени върху окислително-редукционните процеси, преходните метали и употребата на изотопни съединения за проследяване на реакциите. Таубе има над 600 публикации и е ментор на над 200 студента в хода на научната си кариера.

## Ранен живот и образование
Таубе е роден на 30 ноември 1915 г. в малкото село Нойдорф в Саскачеван. Той е най-малкото от четири деца. Родителите му са етнически германци от Украйна, които имигрират през 1911 г. Първият език, който научава, е долнонемски.
На 12-годишна възраст Таубе напуска родното си село и се премества в Риджайна, където завършва средното си образование. След това работи като лабораторен асистент в училище. Скоро след това се записва в Саскачеванския университет, откъде получава бакалавърска степен по наука през 1935 г. и магистърска степен през 1937 г. В университета, Таубе учи при Герхард Херцберг, който е лауреат на Нобелова награда по химия от 1971 г. След това се премества в Калифорнийския университет, Бъркли, където завършва докторантурата си през 1940 г. Изследванията му там са в областта на фотолизата на хлорен диоксид и перхидрол в разтвор.

## Научна дейност
След като приключва образованието си, Таубе остава в САЩ, където преподава химия в Бъркли до 1941 г. Той първоначално иска да се върне да работи в Канада, но не получава отговори, когато кандидатства за работа в големи канадски университети. След Бъркли започва работа като асистент в университета „Корнел“, където остава до 1946 г. По време на Втората световна война, Таубе служи в Националния изследователски комитет по отбраната на САЩ. В периода 1946 – 1961 г. Таубе работи като асистент, а после като професор в Чикагския университет. От 1956 до 1959 г. е ръководител на департамента по химия там, макар административната работа да не му е приятна. След Чикаго, Таубе се премества в Станфордския университет, където е професор до 1986 г. – позиция, която му позволява да се съсредоточи върху изследванията си. Там той става професор емерит през 1986 г.След университетската си кариера той продължава да провежда изследвания до 2001 г. и да посещава лабораториите си ежедневно до смъртта си през 2005 г. Освен академичните си длъжности, Таубе служи и като консултант към Лосаламоската национална лаборатория от 1956 г. до 1970-те години.
Първоначалните изследвания на Таубе в Корнел са фокусирани върху същите области, в които учи като студент – окислителни агенти, съдържащи кислород и халогени, и окислително-редукционни процеси с тези вещества. Той използва изотопа кислород-18 и радиоактивен хлор, за да изследва реакциите. Интересът му в координационната химия се поражда, когато е избран да разработи курс по неорганична химия за напреднали в Чикагския университет. Той не успява да намери достатъчно информация в учебниците по това време. Впоследствие осъзнава, че работата му по заместване на въглерода в органичните реакции може да е свързана с неорганичните комплекси. През 1952 г. Таубе публикува труд, в който съотнася скоростите на химичните реакции с електронната структура. Това проучване е първото, в което е открита връзка между скоростта на заместване на лигандите и d-електронната конфигурация на метала. Ключовото откритие на Таубе засяга начина, по който молекулите построяват „химичен мост“, вместо да просто да обменят електрони, както се е смятало до този момент. Идентифицирането на тази междинна стъпка обяснява защо реакциите между сходни метали и йони протичат с различни скорости. Таубе, също така, изследва химичните елементи рутений и осмий. Това се оказва особено важно при изучаването на механизма на пренасяне на електроните между молекули в химичните реакции.
През 1983 г. е награден с Нобелова награда за химия за работата си по механизмите на реакциите на електронен пренос, особено в метални комплекси. Това е първата Нобелова награда, връчена на неорганичен химик от 1913 г. (Алфред Вернер) до този момент.

## Личен живот
След като завършва университета, Таубе става натурализиран американски гражданин през 1942 г. През 1952 г. се жени. Има три деца плюс една доведена дъщеря. Въпреки че след като приключва с научната си кариера Таубе продължава да да извършва консултантска дейност, негова главна цел става да се наслаждава на живота. Освен химията, той се интересува от градинарство и класическа музика (главно опера). През 2003 г. той е един от 22-ма нобелови лауреати, които се подписват под Хуманисткия манифест.
Хенри Таубе умира в дома си в Пало Алто, Калифорния, на 16 ноември 2005 г. на 89-годишна възраст.